# Vaghia simplex
Vaghia simplex är en kvalsterart som beskrevs av Travé 1957. Vaghia simplex ingår i släktet Vaghia och familjen Galumnidae. Inga underarter finns listade i Catalogue of Life.